# MuleSoft
MuleSoft, LLC. es una empresa de software con sede en San Francisco, California, que ofrece software de integración para conectar aplicaciones, datos y dispositivos. Iniciada en 2006, la plataforma Anypoint de productos de integración de la compañía está diseñada para integrar software como servicio (SaaS), software local, sistemas heredados y otras plataformas.
El 2 de mayo de 2018, Salesforce adquirió Mulesoft por 6500 millones de dólares en un acuerdo en efectivo y acciones.

## Historia
Ross Mason y Dave Rosenberg fundaron MuleSource en 2006. La "mule" en el nombre proviene del trabajo pesado, o "donkey work", de la integración de datos para el cual se creó la plataforma. La empresa cambió el nombre a MuleSoft en 2009.
La empresa proporcionó originalmente middleware y mensajería, y luego se expandió para brindar un enfoque de plataforma de integración como servicio (iPaaS) para empresas a través de su producto principal, Anypoint Platform.
En abril de 2013, la startup anunció $37 millones en financiamiento Serie E en una ronda liderada por New Enterprise Associates, con la participación del nuevo inversionista estratégico Salesforce.com y los inversionistas existentes Hummer Winblad Venture Partners, Morgenthaler Ventures, Lightspeed Venture Partners, Meritech Capital Partners, Sapphire Ventures (antes SAP Ventures) y Bay Partners. La ronda llevó el financiamiento total de MuleSoft, en el transcurso de siete rondas de financiamiento, a $259 millones.
En abril de 2013, MuleSoft adquirió ProgrammableWeb, un sitio web utilizado por los desarrolladores para ayudar a crear aplicaciones web, móviles y otras aplicaciones conectadas a través de API.
En 2016, MuleSoft ocupó el puesto número 20 en la lista Forbes Cloud 100.
En febrero de 2017, la empresa solicitó una oferta pública inicial y comenzó a cotizar en la Bolsa de Valores de Nueva York el 17 de marzo de 2017.
En marzo de 2018, Salesforce.com anunció que compraría MuleSoft en un acuerdo por valor de 6500 millones de dólares estadounidenses. En mayo de 2018, Salesforce completó la adquisición de MuleSoft.

## Productos
La plataforma Anypoint de MuleSoft incluye varios componentes, como Anypoint Design Center, que permite a los desarrolladores de API diseñar y crear API; Anypoint Exchange, una biblioteca para proveedores de API para compartir API, plantillas y activos; y Anypoint Management Center, una interfaz web centralizada para analizar, administrar y monitorear API e integraciones. MuleSoft también ofrece el motor de tiempo de ejecución Mule, una solución de tiempo de ejecución para conectar aplicaciones empresariales locales y en la nube, diseñada para eliminar la necesidad de un código de integración punto a punto personalizado.

## Operaciones
A partir de agosto de 2019, MuleSoft tiene más de 1400 empleados y 1600 clientes.